# 涿州戰鬥
涿州戰鬥發生於1927年10月11日－1928年2月7日，地點則是在中國冀西北一帶，是國民革命軍北伐戰爭的戰鬥之一。涿州戰鬥的交戰雙方，一方為國民革命軍（晋军），另一方為北洋政府所轄軍隊（奉军）。
1927年9月，國民革命軍北方军（晋军）总司令阎锡山为了策应北伐，夺取北京、天津，率主力北出大同沿京绥铁路、东出娘子关沿京汉铁路进攻奉军。10月5日，第六軍第四師师长傅作义率军从蔚县出发，派袁庆增率领所团进攻涿州。10月11日，袁庆增突入城内，经过巷战一昼夜，奉军王以哲卫队旅一个团被击败，涿州城、涿州火车站被北方军占领。10月14日，傅作义率主力部队进入涿州。当时，京汉线、京绥线的北方军被奉军击败，主力退回山西。傅作义孤军守涿州。傅作义修筑工事待援，派四个营守城，主力守备城外要点。10月15日，奉军三个师攻打涿州。激战两天被击退，守军也死伤严重。10月17日，傅作义将军队全部撤入城内。
奉军派万福麟率军野炮团、重炮团、3个工兵营，在一个多月内多次进攻涿州，使用飞机、装甲车、敢死队、毒气、爆破坑道等多种办法，但是涿州依然未克。12月，奉军改为长久围困，挖壕沟，架铁丝网。涿州军民饿死很多。12月14日，城中百姓开始请愿，请求罢战。1928年1月5日，傅作义出城到保定和奉军议和。1月12日，达成协议，北方军第四师残军七千人退出涿州，被奉军改编为国防军，调到京东通县。万福麟部进驻涿州。

## 參看
- 中華民國北洋政府時期內戰戰鬥列表